# La Guerre du plasma
Pour les articles homonymes, voir Plasma et City on Fire.
La Guerre du plasma (titre original : City on Fire) est un roman de Walter Jon Williams publié en 1997. Il fait suite à Plasma du même auteur, publié en 1995.